# Pochep
Ne doit pas être confondu avec Potchep.
Pochep Philippe ou Pochep, est un auteur de bande dessinée français né le 22 octobre 1967.

## Biographie
Pochep ouvre son Blog BD en 2007. Il participe à divers fanzines (Rien À Voir, Trash'Em, Cabot Comics, Kronik…) avant de travailler pour la presse (L'Écho des savanes, 30 Millions d’Amis, Fluide glacial, Alimentation Générale, La Revue Dessinée, Topo…).
Il sort un premier album intitulé Le Génome en 2008 puis un second, La Battemobile et autres aventures de Batteman en 2010. Il est un des nombreux auteurs participants au feuilleton BD en ligne Les Autres Gens en 2011. Au cours de la saison 2, il y réalise une fois par mois le LAG-Mag.
En 2012, il monte avec Silver le « Projet 17 mai », un site collectif d'auteurs contre l'homophobie. 
Il lance et autoédite Bulge en 2019, qui parodie la presse de charme homoérotique, magazine qui accueille des planches de nombreux autres auteurs BD (Bastien Vivès, Arthur de Pins, Rica),.
Pochep illustre le 10e volume de l'Histoire dessinée de la France, écrit par l'historien Jérémie Foa, maître de conférences en Histoire moderne à l'université d'Aix-Marseille, et consacré aux guerres de religions. L'ouvrage paraît en novembre 2020,,,.
Il vit et travaille à Paris.

## Publications
- Le Génome, éd. Intervista, 2008  (ISBN 978-2-910753-74-0)
- La Battemobile et autres aventures de Batteman, éd. Onapratut, 2010  (ISBN 978-2-9525620-9-6)
- Traboule, éd. Warum, 2011  (ISBN 978-2-915920-71-0)
- Bonne à Marier, Vide Cocagne, 2013  (ISBN 979-10-90425-31-6)
- New York 1979, Audie/Fluide Glacial, 2014  (ISBN 978-2352073611)[8]
- Dress Code, éd. Vraoum, 2014  (ISBN 978-2365350471)[9]
- Psychanalyse du héros de Publicité avec Wandrille Leroy (scénario), éd. Vraoum, 2017[10]
- Vieille Peau, éd. Audie/Fluide Glacial, 2017  (ISBN 978-2352078142)[11],[12]
- L'Adolescence, éd. Le Lombard, 2018,  (ISBN 978-2803671106)[13]
- Histoire dessinée de la France t. 10 : Sacrées guerres. De Catherine de Médicis à Henri IV, avec Jérémie Foa, co-édition éditions La Découverte et La Revue Dessinée, novembre 2020),  (ISBN 979-10-92530-49-0)[4],[5],[6],[7]
- Un homme d'intérieur, éditions Exemplaire, mars 2022  (ISBN 978-2-492926-08-2)
- Libération, nos années folles, 1980-1996, avec Gérard Lefort et Marie Colmant, éd. Casterman, 2022
- La pierre bleue, Coll. BDCUL, éd. Le Monte-en-l'air, 2022
- Résistances Queer, une histoire des cultures LGBTQI+, avec Antoine Idier, éditions La découverte et Delcourt, 2023

### Albums collectifs
- Ailleurs, une année en poésie, éd. Musée Rimbaud, 2009
- Qu'est-ce qu'on mange ?, éd Onapratut, 2009
- Les Autres Gens, t. 6 à 13, éd Dupuis, 2011
- Revoilà Popeye, éd. Onapratut, 2012
- Projet 17 mai : 40 dessinateurs contre l'homophobie, éd. Des ailes sur un tracteur 2013  (ISBN 979-1090286092)
- Héros Sur Canapé, éd. Vraoum, 2014
- Axolot, t. 2, Delcourt, 2015[14]
- Héros Sur Canapé, t. 2, éd. Vraoum, 2015
- Projet 17 mai, t. 2, Des dessins contre les LGBTphobies, éd. Des ailes sur un tracteur, 2015
- We Are The 90's, éd. Tapas, 2016
- Fluide Glacial des étoiles, éd. Fluide Glacial, 2017
- Fluide Glacial au Louvre, éd. Fluide Glacial, 2017
- L'été de mes 17 ans, éd. Bayardgraphic', 2023